# Masarykův ústav vyšších studií ČVUT
Masarykův ústav vyšších studií ČVUT (MÚVS ČVUT) je vysokoškolský ústav. Je součástí Českého vysokého učení technického v Praze. Byl založen v roce 1992 jako vzdělávací instituce. Sídlí v Kolejní ulici v Praze 6.
Nabízí studium v bakalářských, magisterských a doktorských studijních programech. Nabízí také výukové programy v rámci tzv. Celoživotního vzdělávání a Jazykového vzdělání.

## Studium

### Bakalářské studium
| Studijní program          | Studijní obory                                       | Délka studia | Forma studia           |
| ------------------------- | ---------------------------------------------------- | ------------ | ---------------------- |
| Specializace v pedagogice | Učitelství praktického vyučování a odborného výcviku | 3 roky       | kombinovaná            |
| Specializace v pedagogice | Učitelství odborných předmětů                        | 3 roky       | prezenční, kombinovaná |

| Studijní program       | Studijní obory                          | Délka studia | Forma studia |
| ---------------------- | --------------------------------------- | ------------ | ------------ |
| Ekonomika a management | Řízení a ekonomika průmyslového podniku | 3 roky       | prezenční    |

Absolvent získá titul Bakalář (Bc.)

### Magisterské studium
| Studijní program            | Studijní obory                      | Doba studia | Forma studia           |
| --------------------------- | ----------------------------------- | ----------- | ---------------------- |
| Řízení rozvojových projektů | Projektové řízení inovací v podniku | 2 roky      | prezenční, kombinovaná |

Absolvent získá titul Inženýr (Ing.)

### Doktorské studium
| Studijní program  | Studijní obor     | Doba studia | Forma studia           |
| ----------------- | ----------------- | ----------- | ---------------------- |
| Historie techniky | Historie techniky | 4 roky      | prezenční, kombinovaná |

Absolvent získá titul Ph.D.

## Členství
- České asociace MBA škol (CAMBAS) (pozn.: zakládající člen)
- České Manažerské Asociace (ČMA)
- Klubu personalistů ČR
- International Society For Engineering Education (IGIP)